# ジュリアス・J・エプスタイン
ジュリアス・J・エプスタイン（英語: Julius J. Epstein, 1909年8月22日 - 2000年12月30日）は、アメリカ合衆国の脚本家。

## 人物
双子の兄弟であるフィリップ・エプスタインとともに、数々の翻案や脚本を生み出してきた。その一例として、マリー・バーネットとジョーン・アリスンの未発表の戯曲『誰もがリックの店にやって来る』をもとに、映画『カサブランカ』（1942年）を生み出し、脚色チームは アカデミー脚色賞を受賞した。
フィリップの死後も彼は仕事を続け2回アカデミー賞にノミネートされた後、1998年には 業績をたたえられロサンゼルス映画批評家協会賞を授けられた。
1931年、 ペンシルベニア州立大学で文学士号をとって卒業。
エプスタイン兄弟は学生時代、ボクシングで学校代表に選ばれ、ジュリアスは NCAA Bantamweight Championになった。卒業後も大学とは終生親密な関係を保ち、しばしば大学の映画の授業で客員講師を務めた。最後は本人の希望で、学校のポロシャツを着て埋葬された。
ワーナー・ブラザース代表のジャック・ワーナーはエプスタイン兄弟とは強い愛憎の念を抱いていた。兄弟とは商業的成功について言い合うことができなかったが、兄弟のいたずらや仕事の癖や時間の使い方について非難しており、言い合うこともよくあった。 1952年ワーナーは 下院非米活動委員会 (HUAC)に兄弟の名を告げた。委員会に証言を話す羽目になることはなかったが、破壊活動を行う団体に所属していたことがあるかどうかを問うアンケートを受け取った際、彼らは、「はい、ワーナー・ブラザースです。」と回答してしまった。
ジュリアスは、ボストン大学で文芸を教えている小説家レスリー・エプスタインのおじでもあり、ボストン・レッドソックスなどでGMを務めた セオ・エプスタインの大おじでもある。

## 主な作品
- 四人の姉妹 Four Daughters (1938)
- いちごブロンド The Strawberry Blonde (1941)
- 花嫁は現金払いで The Bride Came C.O.D. (1941)
- 晩餐に来た男 The Man Who Came to Dinner (1942)
- ヤンキー・ドゥードゥル・ダンディ Yankee Doodle Dandy (1942)＊クレジットなし
- カサブランカ Casablanca (1942) - キネマ旬報ベスト･テン 第8位
- ザ・バトル・オブ・チャイナ The Battle of China (1944)
- 愛の終焉 Mr. Skeffington (1944)
- 愚かなり我が心 My Foolish Heart (1949)
- 雨の朝巴里に死す The Last Time I Saw Paris (1954)
- The Tender Trap (1955)
- カラマゾフの兄弟 The Brothers Karamazov (1958)
- のっぽ物語 Tall Story (1960)
- Light in the Piazza (1962)
- 花は贈らないで! Send Me No Flowers (1964)
- おかしな結婚 Pete 'n' Tillie (1972)
- いくたびか美しく燃え Once Is Not Enough (1975)
- 戦争のはらわた Cross of Iron (1977)
- Reuben, Reuben (1983)

## 受賞歴

### アカデミー賞
受賞
1944年 アカデミー脚色賞:『カサブランカ』